# Anisozyga sexmaculata
Anisozyga sexmaculata är en fjärilsart som beskrevs av W. Warren 1907. Anisozyga sexmaculata ingår i släktet Anisozyga och familjen mätare. Inga underarter finns listade i Catalogue of Life.